# Altitude Montréal
Altitude Montréal est un gratte-ciel résidentiel de Montréal. Il est situé au 1225 Boulevard Robert-Bourassa (anciennement rue University), au nord du boulevard René-Lévesque.
D'une hauteur de 124 m, c'est la plus haute tour résidentielle de Montréal à la fin de sa construction en 2013, dépassant de 2m le Port-Royal. Il est toutefois rapidement dépassé en 2016 par le Roccabella (en) et la Tour des Canadiens, puis par L'Avenue en 2017.

## Construction
La construction de la tour a commencé le 3 mai 2010 et le projet est complété en 2013.